# Hermann Roeren
Hermann Roeren, född 29 mars 1844 i Rüthen i Westfalen, död 23 december 1920 i Köln, var en tysk politiker. 
Roeren inträdde 1866 i preussiska domarkåren och avancerade där 1891 till Oberlandesgerichtsrat i Köln; 1901 erhöll han titeln geheimejustitieråd. Han var ivrig romersk katolik; han invaldes 1891 i preussiska lantdagen och 1893 i tyska riksdagen och blev snart en bland Centrumpartiets ledande män. 
En häftig sammanstötning i riksdagen mellan Roeren, som alltid uppträtt som energisk sedlighetsivrare, och kolonialministern Bernhard Dernburg 3 december 1906 om vissa tyska koloniämbetsmäns liderliga uppträdande mot de infödda i Togo, Kamerun och Tyska Östafrika väckte stor uppmärksamhet och följdes av Centrumpartiets vägran att till fullo bevilja de äskade kolonianslagen för det av uppror hemsökta Tyska Sydvästafrika, vilken vägran föranledde anslagens avslående av riksdagen och dennas omedelbart därpå följande upplösning (13 december). 
Roeren deltog ytterst livligt i inbördesstriden inom Centrumpartiet om partiets allmänna karaktär och förespråkade därvid i enlighet med "Berlinriktningen", att partiet borde vara strängt konfessionellt, detta emot "Kölnriktningens", med hänsyn till partiets förbindelser med de kristliga arbetarföreningarna, framställda krav på att partiet skulle vara en rent politisk sammanslutning och sålunda även öppet för protestanter. Då Kölnriktningen segrade, nedlade Roeren i mars 1912 sitt mandat både i riksdag och lantdag.